# Кливланд (Висконсин)
Кливланд (енгл. Cleveland) град је у америчкој савезној држави Висконсин.

## Демографија
По попису из 2010. године број становника је 1.485, што је 124 (9,1%) становника више него 2000. године.
| Група             | 2000.         | 2010.         |
| Белци             | 1.325 (97,4%) | 1.329 (89,5%) |
| Афроамериканци    | 4 (0,3%)      | 4 (0,3%)      |
| Азијати           | 2 (0,1%)      | 11 (0,7%)     |
| Хиспаноамериканци | 20 (1,5%)     | 129 (8,7%)    |
| Укупно            | 1.361         | 1.485         |